# Камбарка (станция)
Камбарка — железнодорожная станция в городе Камбарке Удмуртской Республики, расположенная на юго-восточной окраине города. Имеет подъездные пути к промышленным предприятиям, таким как Камбарский машиностроительный завод и Камбарский завод газового оборудования.
Вокзал станции построен по типовому проекту великого архитектора Алексея Викторовича Щусева.

## Пассажирское следование по станции
Через станцию Камбарка проходят три пары поездов дальнего следования, и три пары пригородных электропоездов.

### Поезда дальнего следования
| № поезда | Маршрут движения       | № поезда | Маршрут движения       |
| -------- | ---------------------- | -------- | ---------------------- |
| 95       | Барнаул — Москва       | 96       | Москва — Барнаул       |
| 127      | Екатеринбург — Ижевск  | 128      | Ижевск — Екатеринбург  |
| 135      | Барнаул — Москва       | 136      | Москва — Барнаул       |
| 377      | Новый Уренгой — Казань | 378      | Казань — Новый Уренгой |

### Пригородные поезда
| № поезда            | Маршрут движения                      | № поезда            | Маршрут движения                      |
| ------------------- | ------------------------------------- | ------------------- | ------------------------------------- |
| 6511/6512           | Ижевск — Агрыз — Янаул                | 6517/6518           | Янаул — Агрыз — Ижевск                |
| 6513/6514/6524/6534 | Ижевск — Агрыз — Янаул — Красноуфимск | 6531/6521/6519/6520 | Красноуфимск — Янаул — Агрыз — Ижевск |
| 6515/6516           | Ижевск — Агрыз — Янаул                | 6525/6526           | Янаул — Агрыз — Ижевск                |

## Галерея
|  |  |
|  |  |
|  |  |